# (37419) 2001 XT199
2001 XT199 (asteroide 37419) é um asteroide da cintura principal. Possui uma excentricidade de 0.12246470 e uma inclinação de 13.36770º.
Este asteroide foi descoberto no dia 14 de dezembro de 2001 por LINEAR em Socorro.